# Baff (Zytokin)
BAFF (B cell activating factor) ist ein Zytokin der TNF-Superfamilie und essentiell für die Aktivierung, Differenzierung und das Überleben von B-Zellen, der vorwiegend von Neutrophilen, Monozyten, Makrophagen und dendritischen Zellen in Säugetieren produziert wird. Synonyme sind TNFSF13B (tumor necrosis factor superfamily member 13B – entsprechend wird BAFF auf dem Gen TNFSF13B codiert), BLyS (B lymphocyte stimulator), TALL-1, zTNF4 oder CD257-Antigen (Cluster of differentiation 257). Es ist ein 285 Aminosäuren langes Glykoprotein mit einer Glykosylierung an Stelle 124 und liegt als Transmembranprotein Typ 2 vor.
Es existiert eine Isoform, der der Membrananker fehlt, und die daher im Cytosol frei beweglich ist. Sie entsteht durch posttranslationale Modifikation und enthält 152 Aminosäuren.
Knockout-Mäuse, die Baff-Defizient sind, zeigen eine gestörte B-Zell-Entwicklung, bei der die Entwicklung in der Transitionalen (T1) Stufe blockiert ist. Diese Mäuse besitzen kaum reife follikuläre B-Zellen und kaum Marginalzonen-B-Zellen. Die wenigen reifen B-Zellen, die dennoch auftreten, exprimieren die Oberflächenmarker CD21 und CD23 nicht. B1-Zellen entwickeln sich dagegen in den Baff-defizienten Tieren normal, die frühen Zellen der B-lymphoiden Linie im Knochenmark sind ebenfalls nicht betroffen.
Hingegen weisen Mäuse mit einer Überexpression von BAFF eine autoimmune Erkrankung auf, die dem menschlichen systemischen Lupus erythematodes und dem Sjögren-Syndrom ähnelt.

## Rezeptoren
Für BAFF und seinen alternativen Liganden APRIL (a proliferation-inducing ligand, CD256-Antigen) gibt es drei Rezeptoren:
- BAFF-Rezeptor (BAFF-R) auf den B-Zellen bindet das im Plasma lösliche trimere BAFF
- BCMA (B-cell maturation Antigen) auf den Plasmazellen, bindet vor allem trimeres APRIL, und trimeres BAFF nur schwach.
- TACI (transmembran activator and calcium-Modulator and cyclophilin-ligand activator) findet sich auf B-Zellen und dort vor allem auf den B1-Zellen, die ähnlich dem System der angeborenen Immunantwort agieren (innate-like B1-cells), bindet aber nur höhergradige Oligomere des BAFF oder APRIL.

## Medizinische Bedeutung
Generell fördern BAFF und APRIL die Proliferation und Differenzierung von B-Zellen, wobei aber die Wirkung über den TACI-Rezeptor deutlich komplexer und noch nicht vollständig verstanden ist. So zeigen TACI-defiziente Mäuse ebenfalls eine erhöhte B-Zell-Proliferation, aber auch vermehrt Autoimmunerkrankungen. So musste eine klinische Studie zu Multipler Sklerose mit einem BAFF-/APRIL-Inhibitor (Atacicept) vorab beendet werden, da in der Behandlungsgruppe doppelt so viele Schübe auftraten wie in der Placebogruppe. Über den TACI-Rezeptor vermittelt BAFF jedenfalls auch eine hemmende, pro-apoptotische Wirkung auf B-Zellen.
Der monoklonale gegen BAFF gerichtete humane Antikörper Belimumab ist in Europa seit 2011 zur Behandlung des systemischen Lupus erythematodes (SLE) zugelassen.
Es existiert eine Isoform, der der Membrananker fehlt, und die daher im Cytosol frei beweglich ist. Sie entsteht durch posttranslationale Modifikation und enthält 152 Aminosäuren.

## Variante
Auf Sardinien, einer Insel mit einer der weltweit höchsten Raten an Erkrankungen an Multipler Sklerose (MS) und systemischem Lupus erythematodes (SLE), wurde 2017 bei einer genomweiten Assoziationsstudie eine BAFF-Variante beschrieben, die das Risiko für beide Krankheiten signifikant erhöht, aber gleichzeitig eine Selektion erfahren hat, da sie gegen die bis in die 1950er Jahre endemische Malaria schützte. Für MS beträgt die Odds ratio OR = 1,27. In einer eingebetteten Fall-Kontroll-Studie zeigte sich das Risiko für SLE mit einer OR = 1,38 auf Sardinien ebenfalls signifikant erhöht.
Diese Variante, als "BAFF-var" bezeichnet, ist eine Insertions-Deletion, bei der es durch den Austausch von fünf Nukleotiden durch ein Adenin zu einer alternativen Polyadenylierung der dem Exon 6 folgenden 3'-UTR (3'-untranslated region) kommt (genauer: AAT[GCTGT/A]AA). Da diese Variante eine höhere Resistenz gegen eine Bindung an zelleigene microRNA besitzt und dadurch dem micro-RNA-gesteuerten vorzeitigen Abbau entgeht, finden sich höhere Konzentrationen von "BAFF-var".
Diese "BAFF-var" zeigt in Sardinien eine hohe Frequenz mit 26,5 %, und ist, je weiter entfernt, desto seltener. In Italien findet sie sich noch in 5,7 %, in Spanien in 4,9 % und in Großbritannien und Schweden nur in jeweils 1,8 %.